# Maurice-Augustin Georget La Chesnais
Maurice-Augustin Georget La Chesnais, né le 20 mai 1828 à La Flèche, mort le 20 octobre 1908, est un historien français.

## Biographie

### Origine
Par son père, il appartenait à une famille mayennaise, depuis longtemps fixée à Avesnières. Son père est Augustin Louis Charles Georget de la Chesnais, chevalier de la Légion d'honneur (18 avril 1834). Ce dernier est né le 3 mars 1787 à Laval, et décédé le 19 février 1880 à La Flèche. Il était trésorier du Prytanée de La Flèche puis chef de bureau au ministère de la Guerre. Sa mère est Claudine Laure Charlotte Benoist (1800-1883). Son grand-père maternel est Claude Blanchard, commissaire des guerres, principal au corps auxiliaire envoyé en Amérique.
Il fit ses études au Prytanée militaire de La Flèche, où il obtint le prix d'honneur en 1846. Il se marie le 17 mai 1862 avec Estelle Amélie Toutain (1841-1904).

### Fonctionnaire
Après avoir passé par l'École d'administration en 1849, il entra au Ministère de la Guerre en qualité de surnuméraire le 25 octobre 1831 il y fit toute sa carrière dans le service de l'Administration centrale commis ordinaire le 15 janvier 1853, commis principal neuf ans plus tard, sous-chef de bureau le 1er janvier 1871, il devint chef de bureau du personnel le 1er janvier 1876. Il prit sa retraite en 1880, chevalier de la Légion d'honneur depuis avril 1874 et officier le 28 décembre 1883.
Il est membre de la Société de l'histoire de Paris et de l'Île-de-France de 1882 à 1888, puis de la Société historique et archéologique de la Mayenne de 1888 à 1908.

## Sources
- Bulletin de la commission historique et archéologique de la Mayenne, 1908.